# Bombardement op Tokio

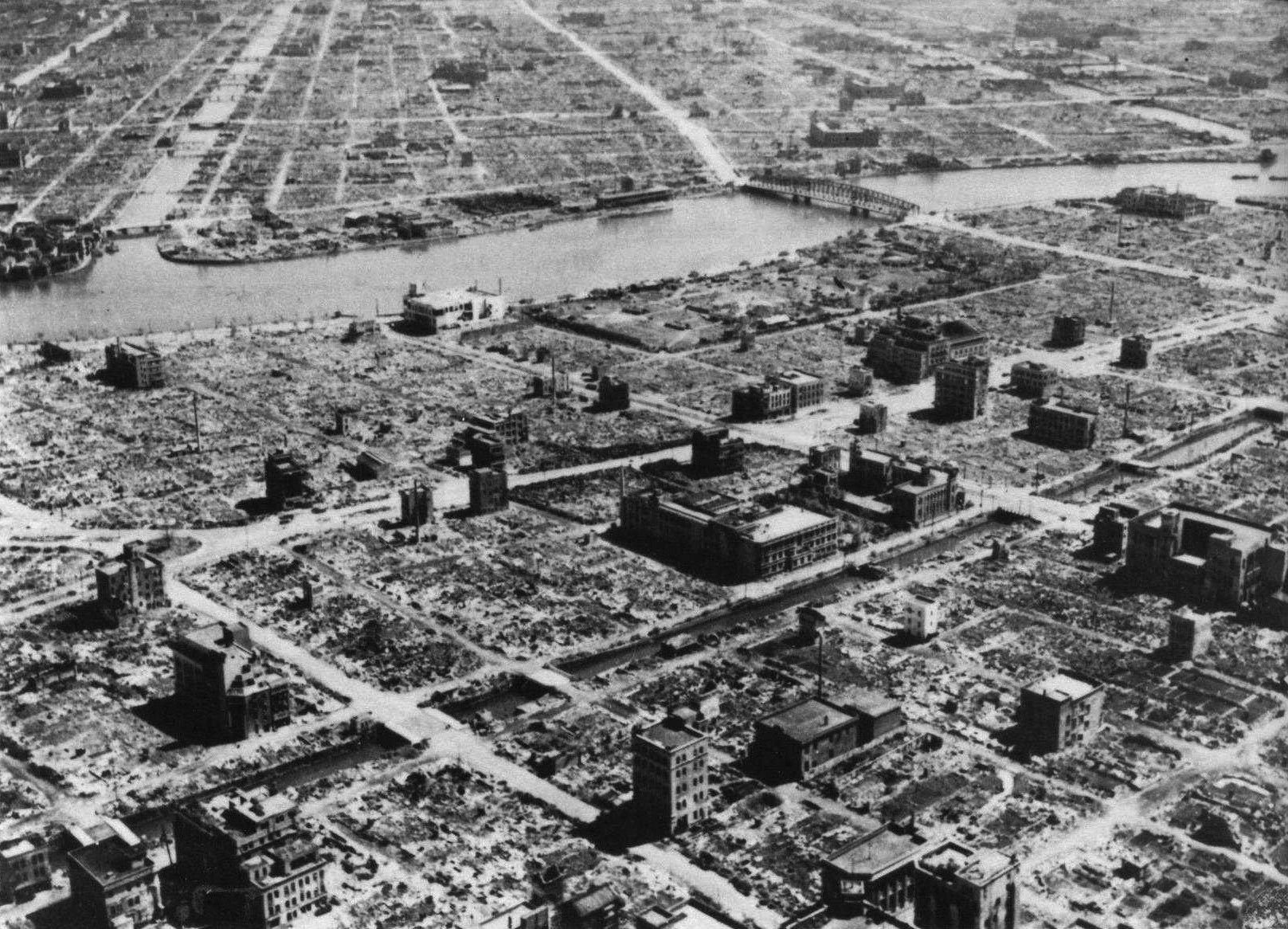
De verwoesting van de stad na het bombardement
(na 10 maart 1945)

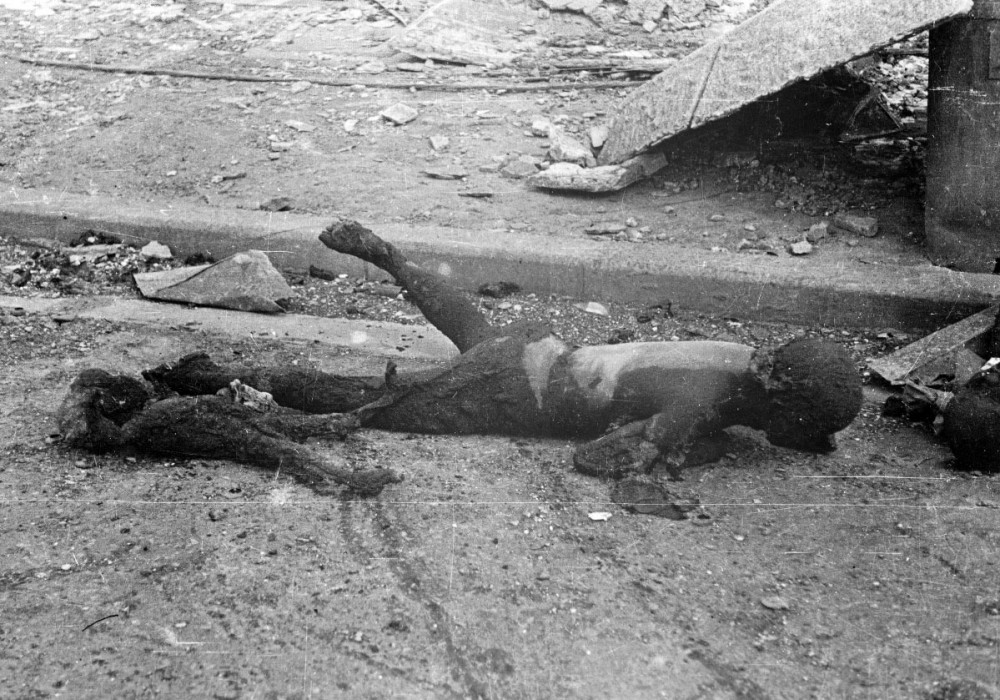
De verkoolde lichamen van een vrouw met haar kind
(na 10 maart 1945), Koyo Ishikawa

Het bombardement op Tokio van 9 op 10 maart 1945 was een van de verschillende bombardementen op Tokio. Algemeen wordt het gezien als het dodelijkste luchtbombardement ooit.
Op 9 maart vertrokken 325 B-29 Superfortress bommenwerpers van bases op Saipan, Tinian en Guam, die als doel hadden de stad Tokio te bombarderen. De operatie heette 'Operation Meetinghouse'. De architect was Amerikaanse generaal Curtis LeMay.
Zij lieten 1700 ton aan bommen vallen, rond de 500.000 M-69-napalm-bommen. Door de winden ontstond een enorme vuurzee. Ongeveer 41 km² van de stad werd door het bombardement verwoest. Volgens de officiële Japanse cijfers lag het aantal dodelijke slachtoffers van het bombardement en de hierop ontstane vuurstorm op 83.793 en 40.918 gewonden. Andere schattingen liggen rond de 100.000 doden.